# Sallgast
Sallgast (in lusaziano inferiore Załgózdz, in lusaziano superiore Zužařkje) è un comune di 1 734 abitanti del Brandeburgo, in Germania.
Appartiene al circondario dell'Elba-Elster (targa EE) ed è parte della comunità amministrativa (Amt) Kleine Elster (Niederlausitz).

## Geografia antropica

### Suddivisioni amministrative
Il territorio comunale si divide in 9 zone (Ortsteil), corrispondenti al centro abitato di Sallgast e a 8 frazioni:
- Sallgast (centro abitato)
- Dollenchen
- Göllnitz
- Henriette
- Klingmühl
- Luisesiedlung
- Poley
- Weinberg
- Zürchel